# Вікіпедія мовою крі

Вікіпедія мовою крі (крі ᐗᑭᐱᑎᔭ) — розділ Вікіпедії індіанською мовою крі (діалектний континуум). Заснована Фондом Вікімедіа у 2004 році. Вікіпедія мовою крі станом на 4 липня 2025 року містить 13 статей, 21 811 зареєстрованих користувачів, 25 активних дописувачів, 2 адміністраторів
. Загальна кількість сторінок у Вікіпедії мовою крі — 2335, редагувань — 40 889, мультимедійні файли відсутні
. Формальна глибина Вікіпедії мовою крі дуже велика і становить аж 558672.5 пунктів
, яка, втім, не відображає навіть й приблизного рівня розвитку мовного розділу, що перш за все обумовлюється непропорційно великою кількістю редагувань і сторінок відносно до кількості статей.
Розташована за вебадресою https://cr.wikipedia.org. Реєстрація не є обов'язковою. Матеріали в цій електронній енциклопедії розміщені на умовах ліцензії CC BY-SA 3.0 (як і в більшості інших Вікіпедій), що дозволяє вільно змінювати, перероблювати, копіювати і поширювати матеріали за умови зазначення усіх авторів та з незмінною ліцензією CC BY-SA 3.0 (навіть з комерційною метою).
Лінгвіст Андраш Корнай класифікував Вікіпедію мовою крі як «проєкт цифрового мовного успадкування», що означає, що вона корисна для збереження і вивчення мови крі, але вона не є місцем для активного спілкування носіїв мови. Інші, такі як Ендрю Долбі, припускають, що саме існування Вікіпедій спадковими мовами сприятиме продовженню використання цих мов.

## Історія

Проєкт нового логотипу для Вікіпедії мовою крі. Текст написаний канадським складовим письмом.

- Серпень 2004 — заснування Вікіпедії мовою крі.
- 28 серпня 2004 — перше редагування[6]
- 21 березня 2009 — 10000-не редагування[7]
- 28 липня 2011 — 20000-не редагування[8]
- 8 січня 2013 — 25000-не редагування[9]
- Лютий 2014 — створена 100-та стаття[10].

## Статистика
Відвідуваність головної сторінки Вікіпедії мовою крі за останні три місяці: